# Levan Tskitishvili
Levan Tskitishvili (géorgien : ლევან ცქიტიშვილი), né le 10 octobre 1976 à Tbilissi en Géorgie, est un footballeur international géorgien, qui évoluait au poste de milieu de terrain.

## Biographie

### Carrière de joueur
Levan Tskitishvili dispute 8 matchs en Ligue des champions, pour un but inscrit, et 13 matchs en Coupe de l'UEFA, pour un but inscrit.

### Carrière internationale
Levan Tskitishvili compte 58 sélections et 1 but avec l'équipe de Géorgie entre 1995 et 2009. 
Il est convoqué pour la première fois par le sélectionneur national Aleksandr Tchivadze pour un match des éliminatoires de l'Euro 1996 contre le pays de Galles le 7 juin 1995 (victoire 1-0). Par la suite, le 8 décembre 1996, il inscrit son seul but en sélection contre le Liban, lors d'un match amical (défaite 3-2). Il reçoit sa dernière sélection le 9 septembre 2009 contre l'Islande (défaite 3-1).

## Palmarès
- Avec le Dinamo Tbilissi
  - Champion de Géorgie en 1994, 1995, 1996, 1997, 1998 et 1999
  - Vainqueur de la Coupe de Géorgie en 1994, 1995, 1996 et 1997

- Avec le SC Fribourg
  - Champion d'Allemagne de D2 en 2003